# بينتسفيل
بينتسفيل (كارولاينا الجنوبية) (بالإنجليزية: Bennettsville, South Carolina)‏ هي مدينة تقع في الولايات المتحدة في مقاطعة مارلبورو. يقدر عدد سكانها بـ 9,425 نسمة ومساحتها 16.1 كم2 وترتفع عن سطح البحر 48 متر.

## التركيبة السكانية
حدّد مكتب تعداد الولايات المتحدة بيانات التركيبة السكانية لبينتسفيل في تعداد الولايات المتحدة. في ما يلي، التركيبة السكانية حسب تعدادي 2000 و2010.

### تعداد عام 2000
بلغ عدد سكان بينتسفيل 9,425 نسمة بحسب تعداد عام 2000، وبلغ عدد الأسر 3,289 أسرة وعدد العائلات 2,166 عائلة مقيمة في المدينة. في حين سجلت الكثافة السكانية 535.2 نسمة لكل كيلومتر مربع (1,386.2/ميل2). وبلغ عدد الوحدات السكنية 3,775 وحدة بمتوسط كثافة قدره 214.4 لكل كيلومتر مربع (555.3/ميل2).
وتوزع التركيب العرقي للمدينة بنسبة 34.80% من البيض و63.15% من الأمريكيين الأفارقة و0.85% من الأمريكيين الأصليين و0.50% من الأمريكيين ذوي الأصول الآسيوية و0.11% من الأعراق الأخرى و0.59% من عرقين مختلطين أو أكثر و0.63% من الهسبانيون أو اللاتينيون من أي عرق.
بلغ عدد الأسر 3,289 أسرة كانت نسبة 36.2% منها لديها أطفال تحت سن الثامنة عشر تعيش معهم، وبلغت نسبة الأزواج القاطنين مع بعضهم البعض 35.7% من أصل المجموع الكلي للأسر، ونسبة 25.4% من الأسر كان لديها معيلات من الإناث دون وجود شريك،  بينما كانت نسبة 4.8% من الأسر لديها معيلون من الذكور دون وجود شريكة وكانت نسبة 34.1% من غير العائلات. تألفت نسبة 31.5% من أصل جميع الأسر من عدة أفراد يعيشون في نفس المنزل ونسبة 14.2% كانت تتألف من شخص يعيش بمفرده يبلغ من العمر 65 عاماً أو أكثر. وبلغ متوسط حجم الأسرة المعيشية 2.43، أما متوسط حجم العائلات فبلغ 3.06.
بلغ العمر الوسطي للسكان 35.5 عاماً. وكانت نسبة 23.1% من القاطنين تحت سن الثامنة عشر، وكانت نسبة 7.4% بين الثامنة عشر والرابعة والعشرين عاماً، ونسبة 21.8% كانت واقعةً في الفئة العمرية ما بين الخامسة والعشرين والرابعة والأربعين عاماً، ونسبة 19.2% كانت ما بين الخامسة والأربعين والرابعة والستين، ونسبة 13.3% كانت ضمن فئة الخامسة والستين عاماً فما فوق. يوجد لكل 100 أنثى 79.7 ذكر، ويوجد لكل 100 أنثى في الثامنة عشر من عمرها فما فوق 73.6 ذكر.
بلغ متوسط دخل الأسرة في المدينة 22,389 دولارًا، أما متوسط دخل العائلة فبلغ 29,272 دولارًا. وكان متوسط دخل الذكور 24,697 دولارًا مقابل 21,054 دولارًا للإناث. وسجل دخل الفرد الخاص بالمدينة 13,917 دولارًا. وكانت نسبة 22% من العائلات ونسبة 27.2% من السكان تحت خط الفقر، وكان من هؤلاء نسبة 39.4% تحت سن الثامنة عشر ونسبة 22.1% في الخامسة والستين من العمر وما فوق.

### تعداد عام 2010
بلغ عدد سكان بينتسفيل 9,069 نسمة بحسب تعداد عام 2010، وبلغ عدد الأسر 3,099 أسرة وعدد العائلات 1,923 عائلة مقيمة في المدينة. في حين سجلت الكثافة السكانية 515 نسمة لكل كيلومتر مربع (1,333.8/ميل2). وبلغ عدد الوحدات السكنية 3,658 وحدة بمتوسط كثافة قدره 207.7 لكل كيلومتر مربع (537.9/ميل2).
وتوزع التركيب العرقي للمدينة بنسبة 32.70% من البيض و64.20% من الأمريكيين الأفارقة و0.84% من الأمريكيين الأصليين و0.40% من الأمريكيين ذوي الأصول الآسيوية و0.02% من سكان جزر المحيط الهادئ و0.61% من الأعراق الأخرى و1.23% من عرقين مختلطين أو أكثر و1.63% من الهسبانيون أو اللاتينيون من أي عرق.
بلغ عدد الأسر 3,099 أسرة كانت نسبة 32.1% منها لديها أطفال تحت سن الثامنة عشر تعيش معهم، وبلغت نسبة الأزواج القاطنين مع بعضهم البعض 30% من أصل المجموع الكلي للأسر، ونسبة 27.3% من الأسر كان لديها معيلات من الإناث دون وجود شريك،  بينما كانت نسبة 4.7% من الأسر لديها معيلون من الذكور دون وجود شريكة وكانت نسبة 37.9% من غير العائلات. تألفت نسبة 34.9% من أصل جميع الأسر من عدة أفراد يعيشون في نفس المنزل ونسبة 15.1% كانت تتألف من شخص يعيش بمفرده يبلغ من العمر 65 عاماً أو أكثر. وبلغ متوسط حجم الأسرة المعيشية 2.34، أما متوسط حجم العائلات فبلغ 3.02.
بلغ العمر الوسطي للسكان 38.7 عاماً. وكانت نسبة 20.5% من القاطنين تحت سن الثامنة عشر، وكانت نسبة 8.5% بين الثامنة عشر والرابعة والعشرين عاماً، ونسبة 29.5% كانت واقعةً في الفئة العمرية ما بين الخامسة والعشرين والرابعة والأربعين عاماً، ونسبة 26.9% كانت ما بين الخامسة والأربعين والرابعة والستين، ونسبة 14.7% كانت ضمن فئة الخامسة والستين عاماً فما فوق. وتوزع التركيب الجنسي للسكان بنسبة 54.8% ذكور و45.2% إناث.

## أعلام
- ديبورا رايت
- نورمان براون
- جاك روجرز
- جيم أودوم
- هيو ماكول
- ماريان إيدلمان